# 聖母の死 (エル・グレコ)
『聖母の死』（せいぼのし、希: Κοίμηση της Θεοτόκου、英: Dormition of the Virgin）は、クレタ島出身のマニエリスム期スペインの巨匠エル・グレコが板上にテンペラと金で制作した絵画である。画家のクレタ島時代末期、おそらく1567年以前に描かれた。現在、シロス島のエルムポリにある聖母の死の聖教会 (Holy Cathedral of the Dormition of the Virgin)に所蔵されている。

## 作品
1983年に、画面下部中央に見える枝付き燭台の基底部にエル・グレコの署名が発見された。この作品の発見により、「Doménicos」という署名のあるほかの3点、すなわち『モデナの三連祭壇画』(エステンセ美術館、モデナ)、『聖母子を描く聖ルカ
』、そして『東方三博士の礼拝』 (ともにベナキ美術館、アテネ) がエル・グレコに帰属されることとなった。さらに、署名のあるなしにかかわらず、1566年に描かれた『キリストの受難 (天使のいるピエタ)』 (個人蔵) などほかの作品もエル・グレコの作品として認められるようになった。
本作の発見は、エル・グレコの画家としての形成と初期の画業を理解する上で大きな進展をもたらした。作品は後期ビザンチン様式とイタリアのマニエリスム様式、そして図像学的要素を組み合わせている。エル・グレコは現在、クレタ島で基礎的修業をした芸術家と見なされている。一連の作品は彼の初期様式を明らかにしているが、それらはクレタ島時代のもの、ヴェネツィア時代のもの、そしてローマ滞在時のものである。
シロス島の聖母の死聖教会には崇拝の対象としての機能を持つイコンがあるが、おそらくギリシャ独立戦争の時代にもたらされたものである。このイコンは確立された様式に非常に則っているが、その様式はエル・グレコが育まれ、影響を受けたギリシャ正教会の世界において非常に一般的なものであった。しかしながら、このイコンは伝統的なビザンチン様式の厳格さをやや失っており、ルネサンス期のエングレービングの特徴を採り入れている。
『オルガス伯の埋葬』 (サント・トメ教会、トレド) の構図は、1983年に発見された本作のビザンチン的図像と密接に関連づけられている。研究者マリーナ・ランブラーキ＝プラーカ (Marina Lambraki-Plaka) は、その関連性が存在すると考えている。ロバート・バイロン (Robert Byron) によれば、本作の図像は『オルガス伯の埋葬』の構図のモデルとなっており、真にビザンチン様式の画家エル・グレコは、生涯を通して物語的、表現的必要性に応じて意のままに構成要素とモティーフのレパートリーを用いたと考えている。

## ギャラリー

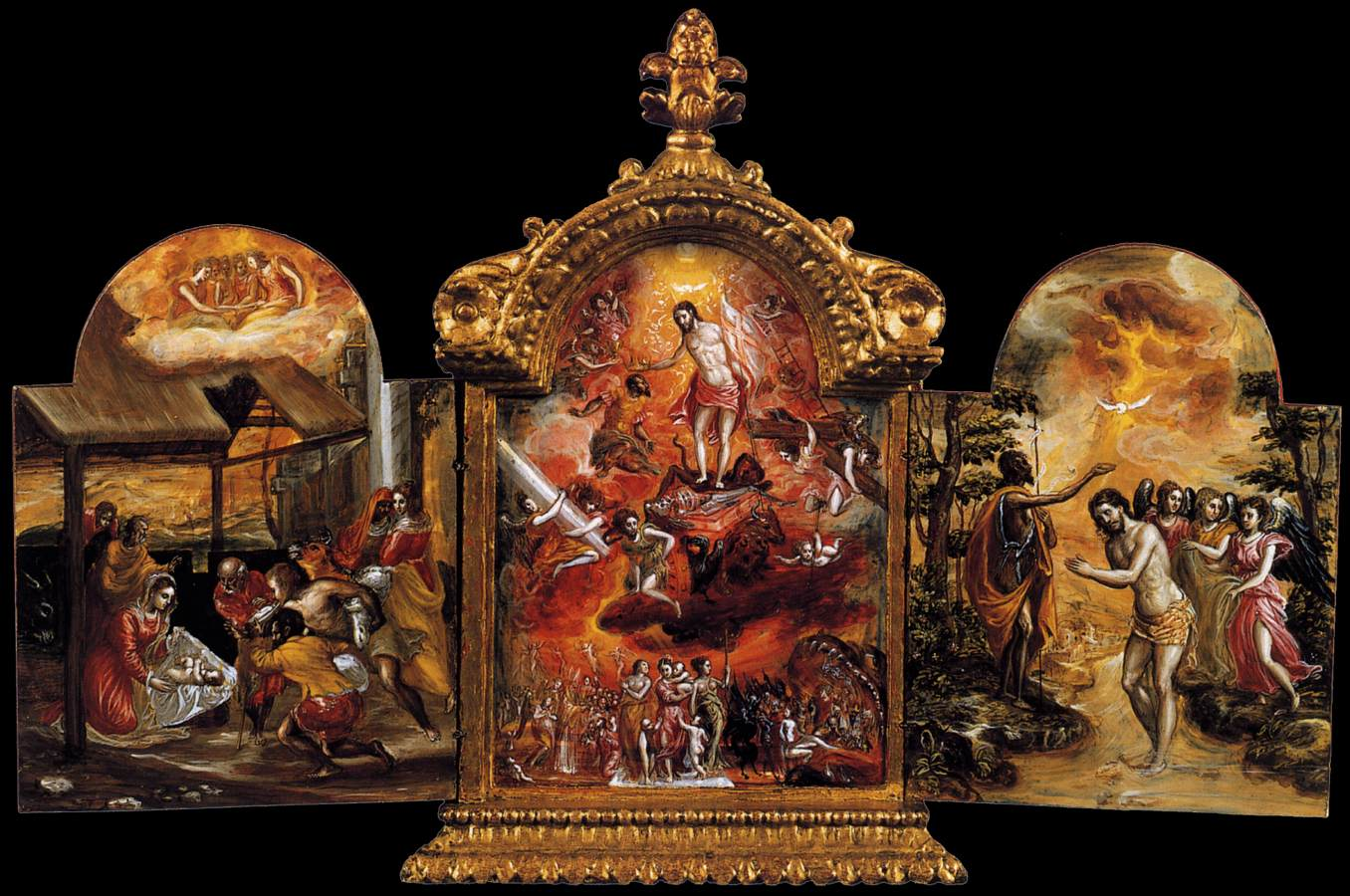
エル・グレコ『モデナの三連祭壇画』（1568年）エステンセ美術館（英語版）、モデナ
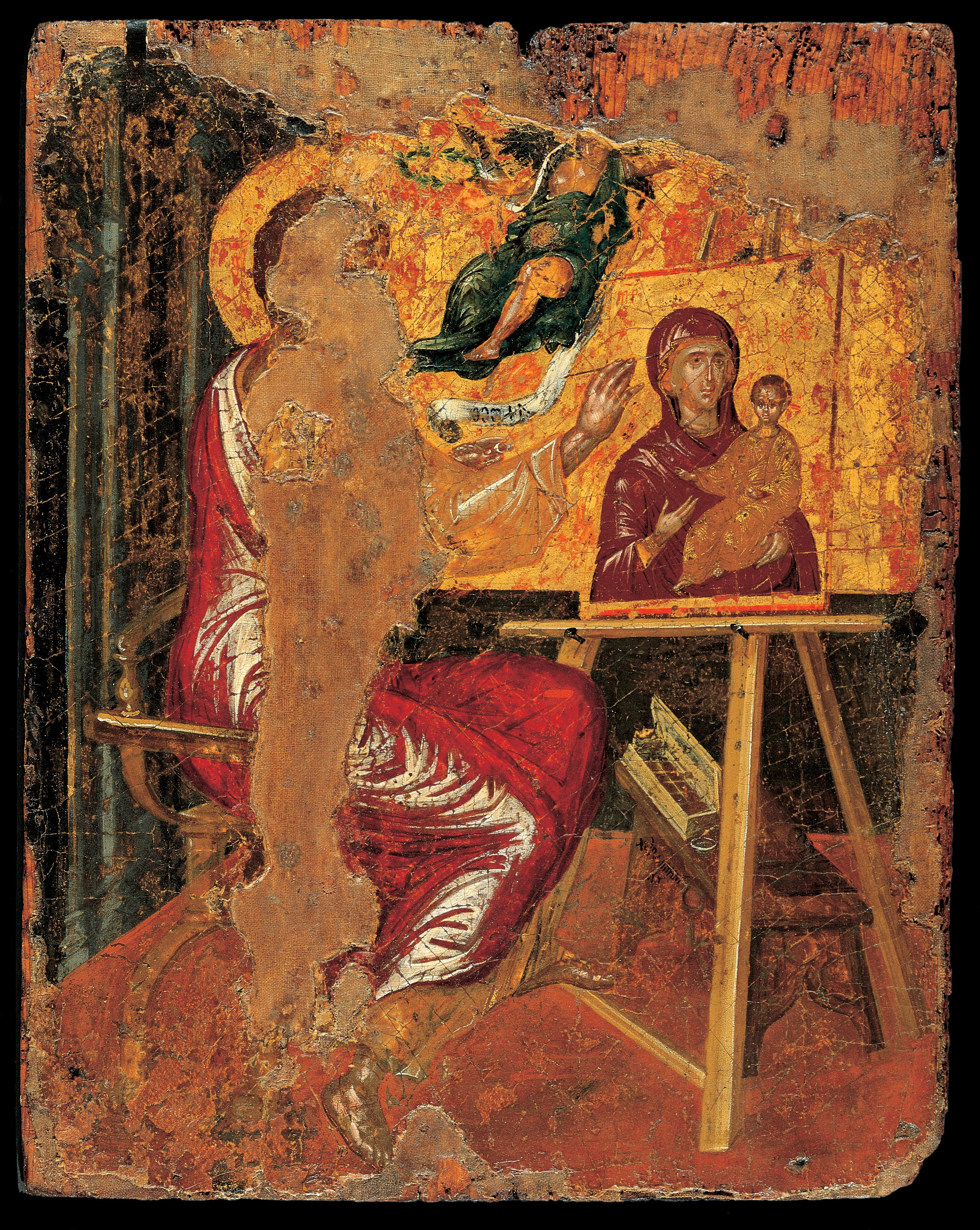
エル・グレコ『聖母子を描く聖ルカ』（1560-1567年）ベナキ美術館（英語版）、アテネ
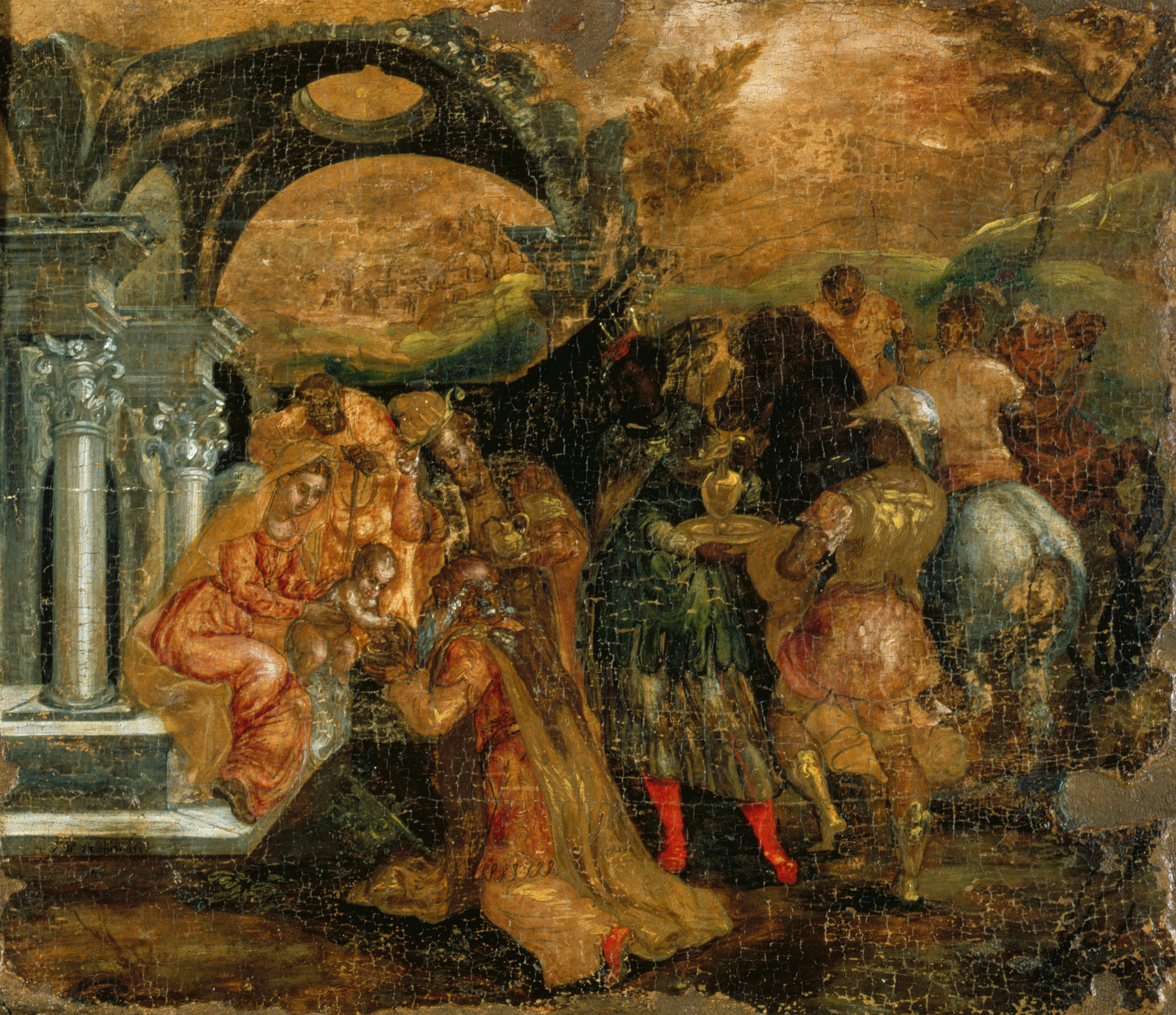
エル・グレコ『東方三博士の礼拝』（1565-1567年）ベナキ美術館、アテネ
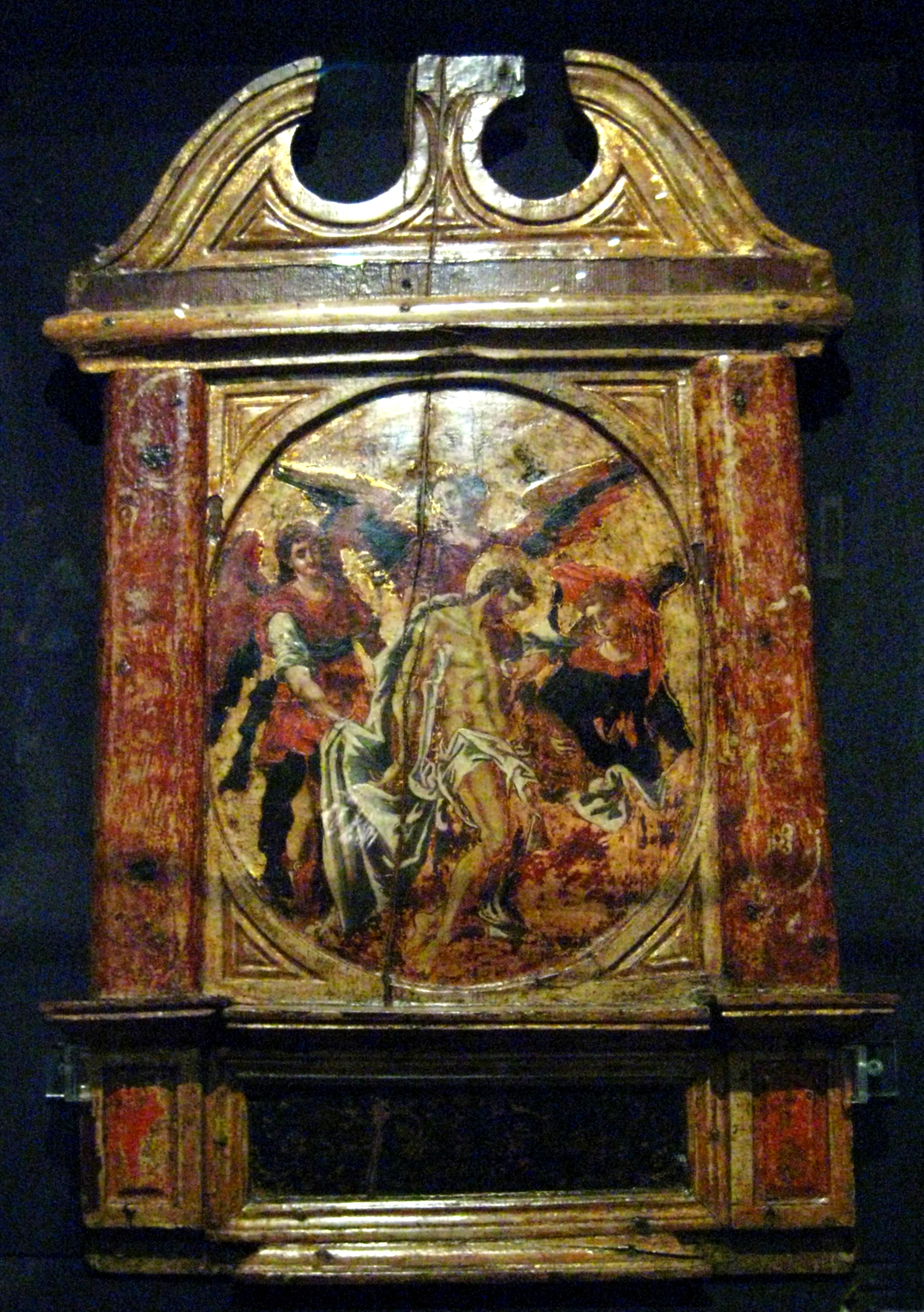
エル・グレコ『キリストの受難 (天使のいるピエタ)』（1566年）個人蔵
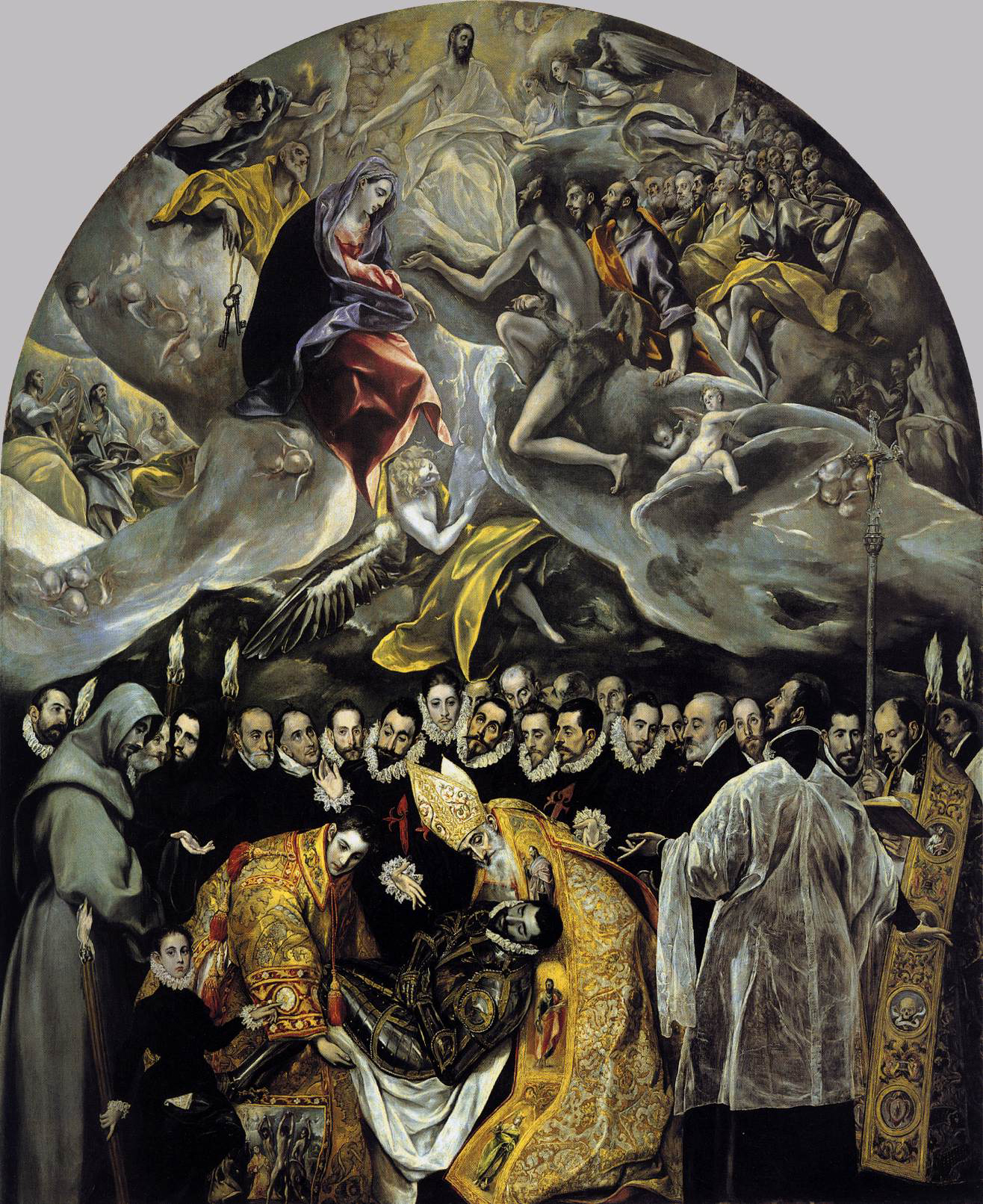
『オルガス伯の埋葬』（1586-1588年）サント・トメ教会（英語版）、トレド